# Alchemilla colorata
Alchemilla colorata är en rosväxtart som beskrevs av Robert Buser. Alchemilla colorata ingår i släktet daggkåpor, och familjen rosväxter. Inga underarter finns listade i Catalogue of Life.